# Gräsö
Gräsö er en ø i Östhammars kommune, beliggende ud for Upplands kyst i Uppsala län, Sverige. Fra Öregrund sejler der en færge til øen. Nord for Gräsö ligger Örskär, der er en mindre ø med et fyrtårn. Nordvest for Gräsö ligger Gräsbådan, en mindre skovklædt ø.
Ved Gräsö kyrka er bebyggelsen så tæt, at den af Statistiska centralbyrån regnes for en "småort" med navnet Gräsö. I 2005 var småortens indbyggertal 116, og den havde et areal på 2,6 km².

## Ekstern henvisning
- Øens hjemmeside Arkiveret 10. august 2018 hos  Wayback Machine